# Emmanuel Kotoka
Emmanuel Kwasi Kotoka (* 26. Oktober 1926 in Alakple, Fiahor, Vo; † 17. April 1967 in Accra) war ein ghanaischer Militär aus dem Volk der Ewe. Kotoka war an dem Militär-Coup beteiligt, der am 24. Februar 1966 den damaligen Präsidenten Kwame Nkrumah absetzte und wurde Mitglied des National Liberation Council unter dem Vorsitz von Joseph Arthur Ankrah.

## Werdegang
Kotoka besuchte die Alakple Roman Catholic School und später die Angloga Senior School in der Volta Region. Bereits im Jahr 1942 begann Kotoka eine Ausbildung als Goldschmied, die er 1947 beendete. Aus finanziellen Gründen gab er diesen Beruf auf und ging im Juli 1947 als Private in die ghanaische Infanterieschule des Gold Coast Regiment in Teshie in der Nähe von Accra.
Bereits 1948 wurde Kotoka zum Unteroffizier (Sergeant) und 1951 zum Oberstabsfeldwebel (Sergeant Major) der Kompanie befördert. Im Jahr 1952 wurde Kotoka ausgewählt, um in Eaton Hall, England an einem Kurs teilzunehmen. Nach dieser Trainingseinheit wurde Kotoka zum Leutnant ernannt und in die Britische Rheinarmee abkommandiert.
Erst 1955 kehrte Kotoka an die Goldküste zurück und wurde Kommandant einer Einheit des Zweiten Gold Coast Infanterieregiments. Im Jahr 1959 wurde er zum Hauptmann (Captain) befördert. 1960 besuchte er an der Infanterieschule in Westminster, England erneut einen Kurs und wurde im gleichen Jahr mit dem zweiten Bataillon der ghanaischen Armee in den Kongo abkommandiert. Dort befehligte er eine Kompanie, die in der Hauptstadt Kinshasa die Radiostation schützen sollte. Für seine herausragende Leistung im Kongoeinsatz erhielt Kotoka 1963 eine Auszeichnung für besondere Tapferkeit.
Nach seiner Rückkehr wurde er 1961 zum Major und später zum Oberstleutnant (Lt.-Colonel) befördert.  1965 wurde Kotoka nach Kumasi versetzt, wo er sich mit Major Akwasi Amankwaa Afrifa anfreundete. Afrifa, zu dieser Zeit Kommandant der ersten Infanteriebrigade, beteiligte sich ebenfalls an dem späteren Putsch und wurde Vorsitzender des Nationalen Befreiungsrats.

## Putsch gegen Nkrumah
Präsident Nkrumah hatte das Land verlassen, um Staatsbesuche in Asien zu machen. Zuvor hatte er den Befehl gegeben, die Streitkräfte sollten sich auf einen Kampfeinsatz im heutigen Simbabwe, dem damaligen südlichen Rhodesien vorbereiten. Kotoka nutzte diesen Einsatzbefehl um größere Truppenbewegungen von Kumasi in Richtung Accra zu veranlassen. Dabei gab er als Gründe für die Truppenversetzung eine größere Übung in den Bergen um Accra (Accra Plains) an. Meldungen über größere Truppenbewegungen drangen nicht an die Öffentlichkeit, da auch die führenden Polizeibeamten John Willie Kofi Harlley und Anthony Deku in den Putsch führend verwickelt waren.
Am 24. Februar 1966 putschten Joseph Arthur Ankrah, Akwasi Amankwaa Afrifa und Kotoka als drei der führenden Militärs im Land. Der Staatsstreich löste heftige Kämpfe aus, doch Afrifa gelang es die Medienanstalt abzusichern und unter Kontrolle zu halten. Kotoka konnte so um 6:30 Uhr Ortszeit den Erfolg des Putsches verkünden.
Kotoka wurde nach dem Putsch in den Rang eines Generalmajors erhoben und war neben Ankrah und Afrifa Mitglied des Nationalen Befreiungsrats (NLC). Er wurde Gesundheitsbeauftragter und Kommandierender General der Streitkräfte Ghanas (Ghana Armed Force).

## Tod
Kotoka fiel am 17. April 1967 im Alter von gerade 40 Jahren einem Gegenputsch zum Opfer. Für seinen Tod soll Leutnant Moses Yeboah nach heftigen Kämpfen verantwortlich sein. Mitursache dieser Kämpfe war ein sich im Land bildender Widerstand gegen die Vorherrschaft des Ewe dominierten NLC, wie einige Quellen behaupten.

## Andenken
Der größte Flughafen Ghanas, der Kotoka International Airport wurde nach Emmanuel Kotoka zu dessen Andenken benannt.
Im Jahr 1968 ist eine Briefmarke mit seinem Bild ausgegeben worden.